# مرصد جريفيث
مرصد جريفيث مرفق في لوس أنجلوس ، كاليفورنيا ، يقع على المنحدر المواجه للجنوب لجبل هوليوود في متنزه جريفيث في لوس أنجلوس . ويطل على حوض لوس أنجلوس ، بما في ذلك وسط مدينة لوس أنجلوس إلى الجنوب الشرقي ، وهوليوود إلى الجنوب ، والمحيط الهادئ إلى الجنوب الغربي. يعد المرصد من المعالم السياحية الشهيرة مع إطلالة قريبة على علامة هوليوود ومجموعة واسعة من العروض الفضائية والعلمية . كان الدخول مجانيًا منذ افتتاح المرصد في عام 1935 ، وفقًا لإرادة جريفيث ج. غريفيث ، المتبرع الذي سمي المرصد باسمه.
تمكن أكثر من 7 ملايين شخص من المشاهدة من خلال منظار زايس مقاس 12 بوصة ، منذ افتتاح المرصد عام 1935 ؛ هذا هو أكبر عدد من الناس شاهدوا من خلال أي تلسكوب.

## التاريخ
في 16 ديسمبر 1896 ، 3,015 أكر (12.20 كـم2) من الأرض المحيطة بالمرصد تم التبرع بها لمدينة لوس أنجلوس بواسطة غريفيث جنكيز. غريفيث . في وصيته ، تبرع جريفيث بأموال لبناء مرصد وقاعة عرض وقبة سماوية على الأرض المتبرع بها. كان هدف غريفيث هو جعل علم الفلك في متناول الجمهور ، على عكس الفكرة السائدة بأن المراصد يجب أن تكون على قمم الجبال البعيدة وأن تقتصر على العلماء.
صاغ جريفيث المواصفات التفصيلية للمرصد. عند صياغة الخطط ، تشاور مع والتر آدامز ، المدير المستقبلي لمرصد ماونت ويلسون ، وجورج إليري هيل ، الذي أسس (مع أندرو كارنيجي ) أول تلسكوب فيزيائي فلكي في لوس أنجلوس.
كمشروع لإدارة تقدم الأعمال (WPA) ،  بدأ البناء في 20 يونيو 1933 ، باستخدام تصميم طوره المهندس المعماري جون سي أوستن بناءً على الرسومات الأولية التي رسمها راسل دبليو بورتر . تم افتتاح المرصد والمعارض المصاحبة للجمهور في 14 مايو 1935 ، كثالث قبة سماوية في البلاد. في الأيام الخمسة الأولى من تشغيل المرصد سجل أكثر من 13000 زائر. كان دينسمور ألتر مدير المتحف خلال سنواته الأولى.
يجمع المبنى بين التأثيرات اليونانية والفنون الجميلة ، وتم تزيين السطح الخارجي بنمط المفتاح اليوناني.
خلال الحرب العالمية الثانية ، تم استخدام القبة السماوية لتدريب الطيارين على الملاحة الفلكية. تم استخدام القبة السماوية مرة أخرى لهذا الغرض في الستينيات لتدريب رواد فضاء برنامج أبولو على الرحلات القمرية الأولى.

## موقع تصوير

### فيلم
ظهر المرصد في تسلسلين رئيسيين من فيلم جيمس دين متمرد بلا سبب (1955) ، مما ساعد في جعله معلمًا دوليًا لمدينة لوس أنجلوس. تم وضع تمثال نصفي لدين في وقت لاحق على الجانب الغربي من الأرض. كما ظهر في عدد من الأفلام الأخرى منها:
- إمبراطورية الشبح (1935)
- عودة ديك تريسي (1938)
- شبح من الفضاء (1953)
- توبور الكبير (1954)
- حرب الوحش الضخم (1958)
- الرجل الكوني (1959)
- الجاسوس مع وجهي (1964)
- لحم جوردون (1974)
- منتصف الليل الجنون (1980)
- ذا ترمنايتور (1984)
- العودة إلى المستقبل (1985)
- دراغنيت (1987)

مدخل النفق إلى المرصد على جبل هوليوود درايف هو مدخل Toontown في فيلم
- من ورط الأرنب روجر (1988).
- فتيات الأرض (1988)
- العودة إلى المستقبل الجزء الثاني (1989)
- روكيتير (1991)
- الشيطان في ثوب أزرق (1995)
- القوة في الداخل (1995)
- الشعب ضد لاري فلينت (1996)
- نهاية العنف (1997)
- بووفينجر (1999)
- هاوس أون هونتد هيل (طبعة جديدة لعام 1999)
- ملكة الملعونين (2002)
- ملائكة تشارلي: خنق كامل (2003)
- المتحولون (فيلم الحركة الحية لعام 2007)
- يس مان (2008)
- خلاص المدمر (2009)
- عيد الحب (2010) (في المشهد الافتتاحي تظهر لقطة سريعة للمرصد)
- أصدقاء مع امتيازات (2011)
- الحب والرحمة (2014)
- مكفارلاند ، الولايات المتحدة الأمريكية (2015) ، سباق اختراق الضاحية النهائي يمر عبر المرصد
- سان أندرياس (2015) (شوهد لفترة وجيزة في لقطة من لوس أنجلوس)
- تيرميناتور جينيسيس (2015)
- لا لا لاند (2016)
- ساندي ويكسلر (2017)
- تحت بحيرة الفضة (2018)
- فندق أرتميس (2018) (شوهد لفترة وجيزة في التسلسل الافتتاحي للفيلم في تقرير إخباري. حيث بدأ أن المرصد مشتعل)

### عروض
أديل - One night Only

## الصور

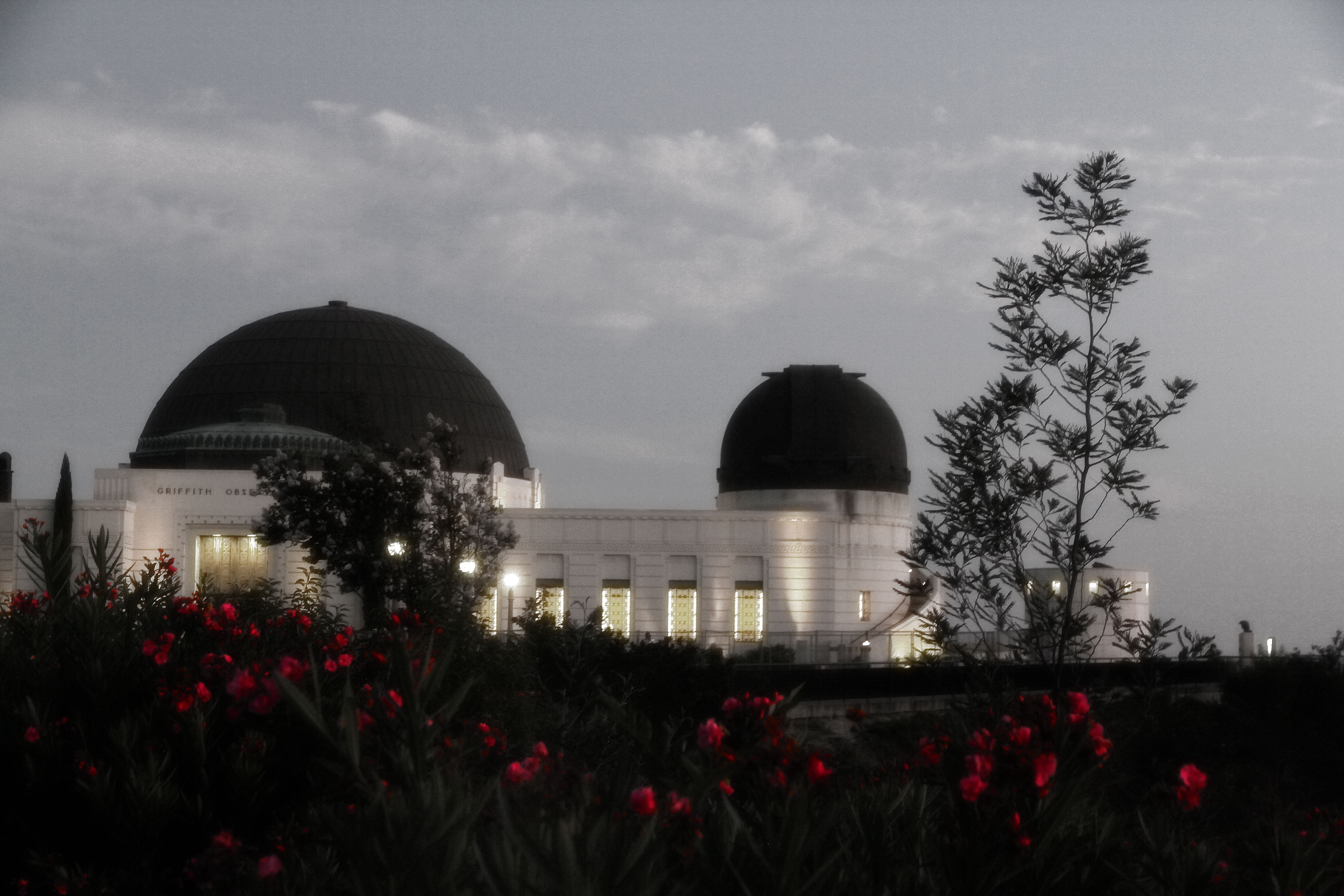
مرصد جريفيث ، أغسطس 2015
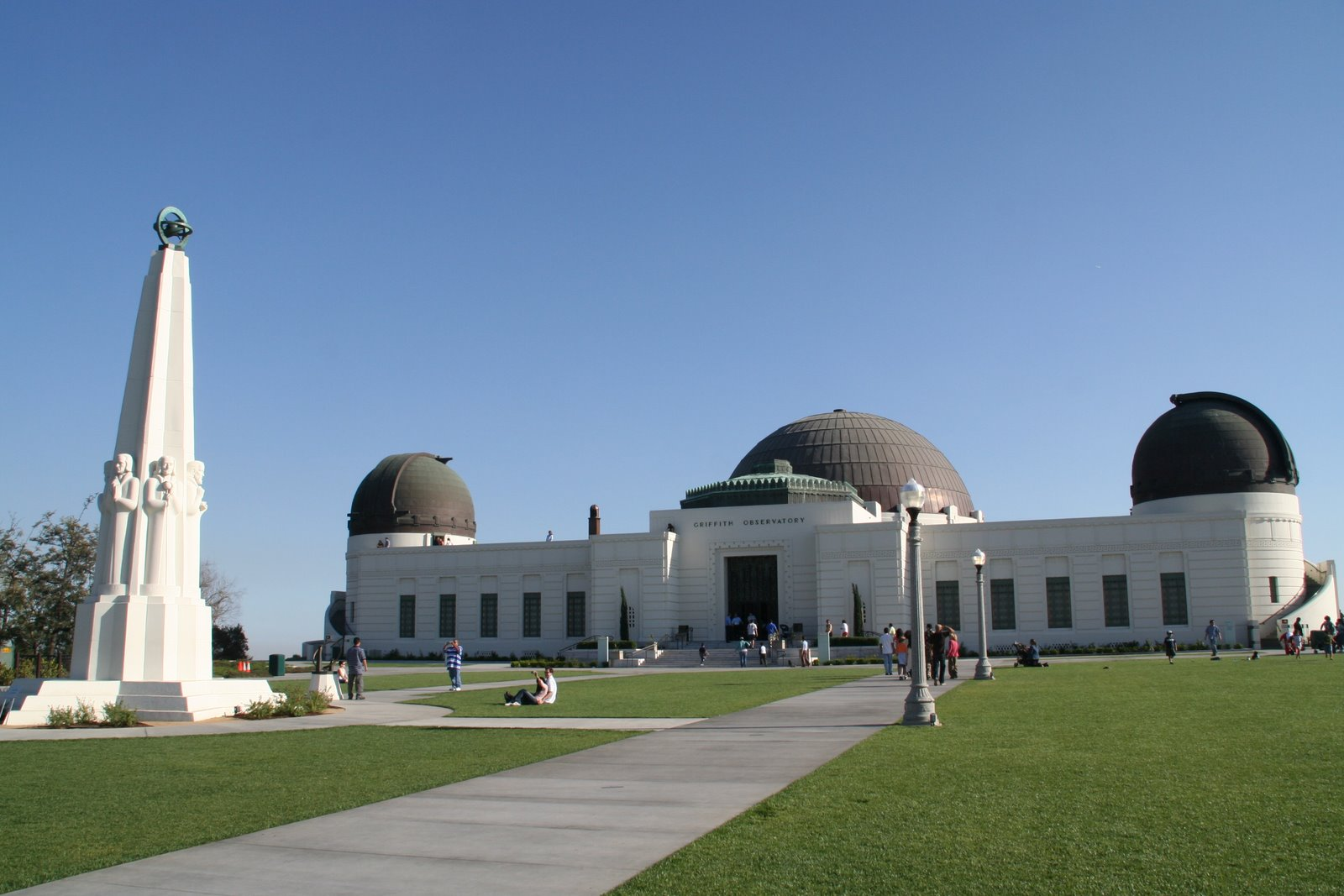
مرصد جريفيث ، أبريل 2007
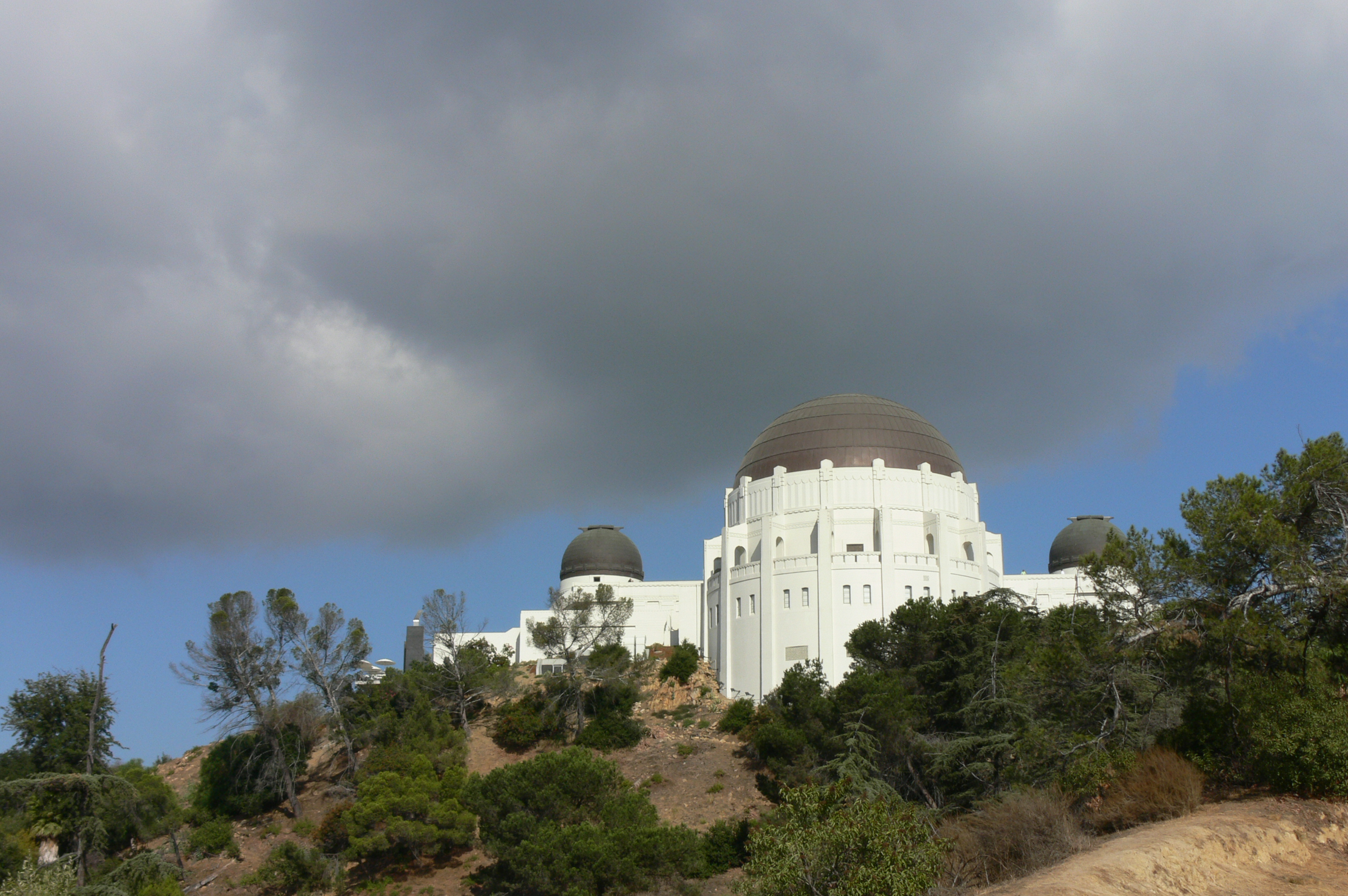
منظر من ممر في متنزه جريفيث من الجنوب ، ينظر إلى الشمال
لوس أنجلوس في الليل ، مأخوذة من السطح.لوس أنجلوس في الليل ، مأخوذة من السطح.
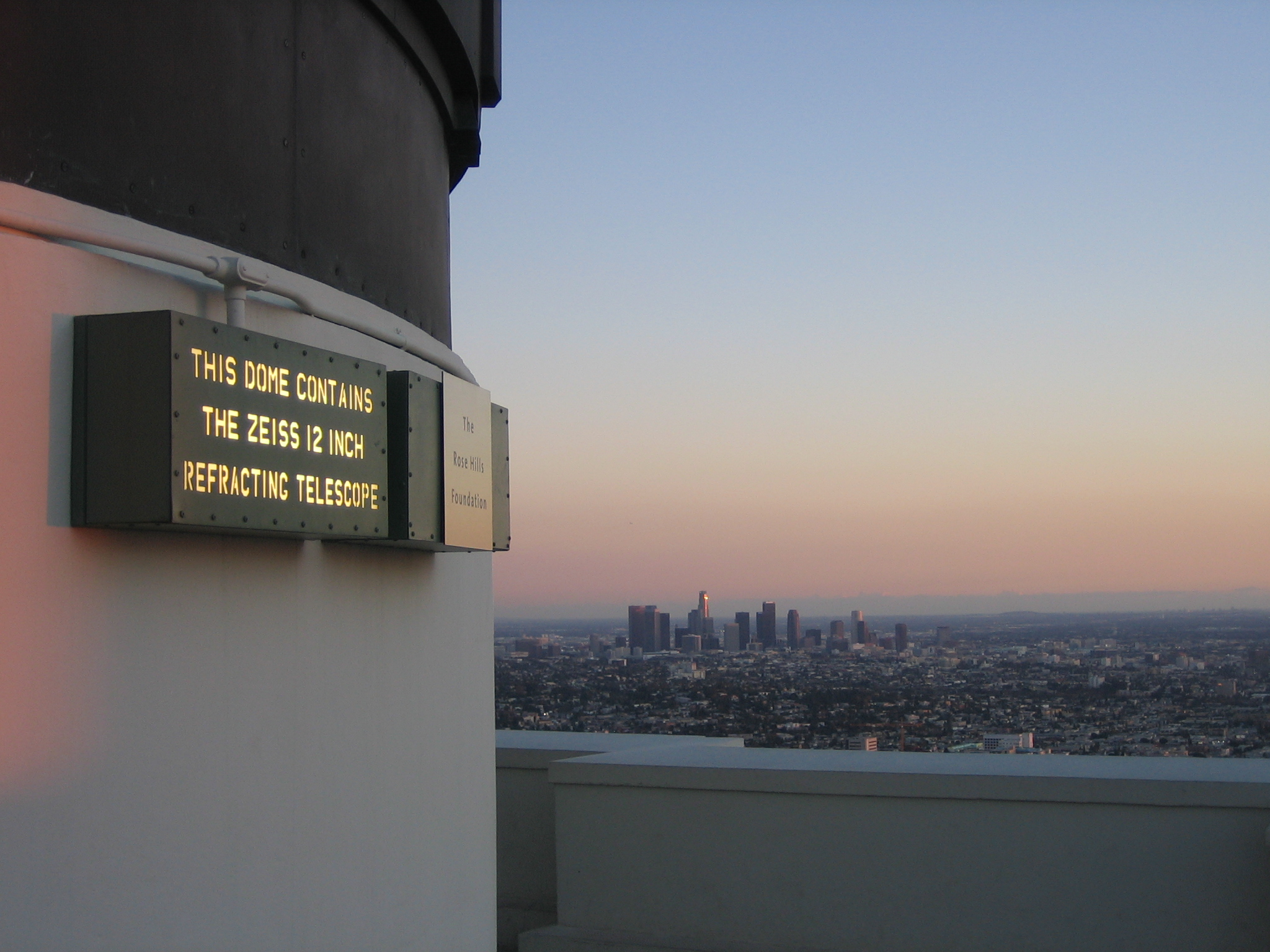
منظر لوسط مدينة لوس أنجلوس من التلسكوب.
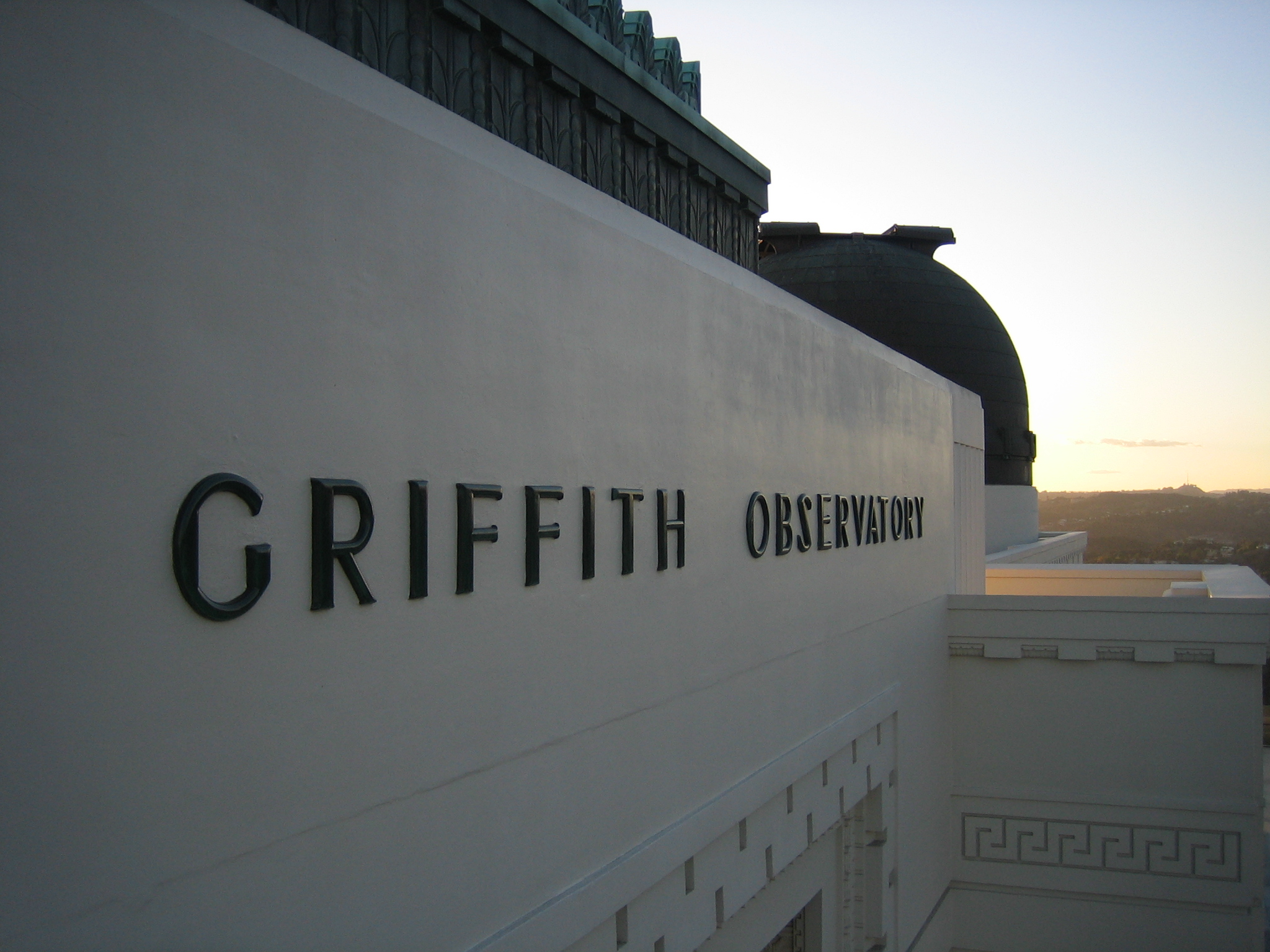
العمارة المقربة بعد التجديد.
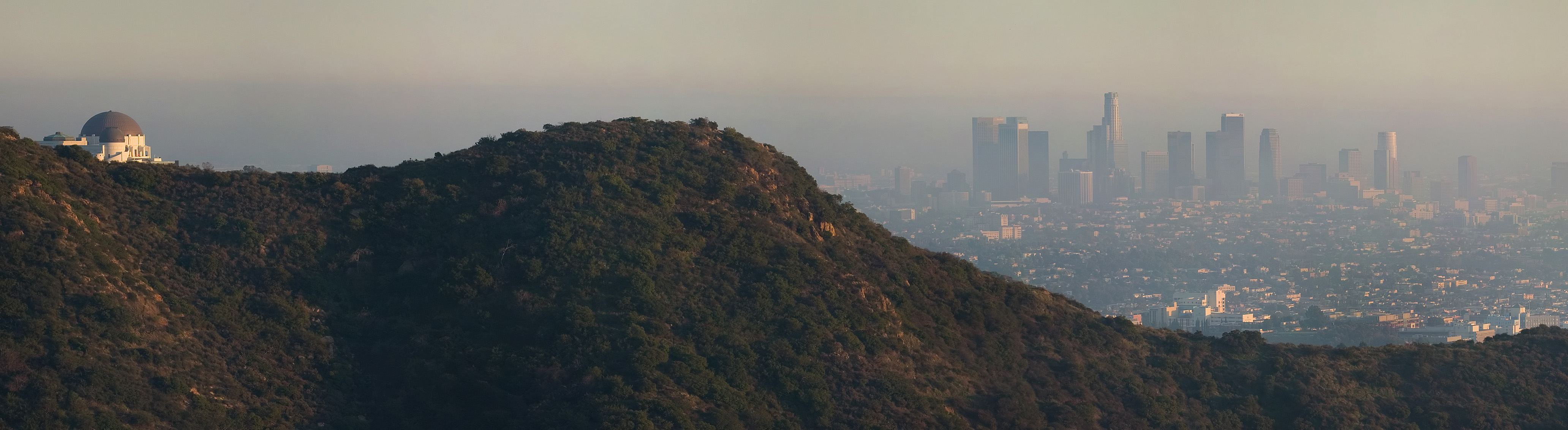
مشاهدة بانوراما لوس أنجلوس ومرصد جريفيث من هوليوود هيلز.
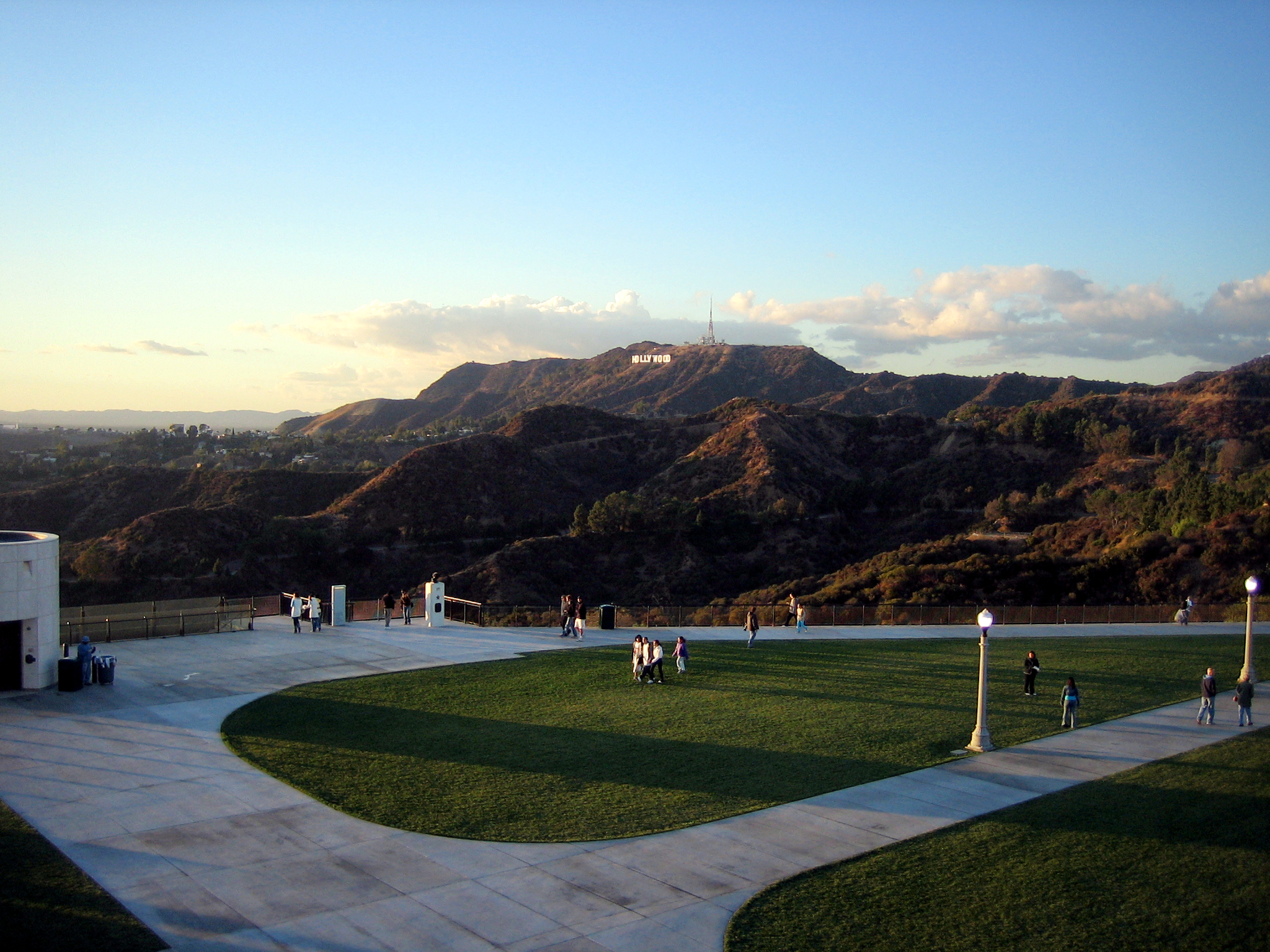
منظر لافتة هوليوود في يوم صافٍ.
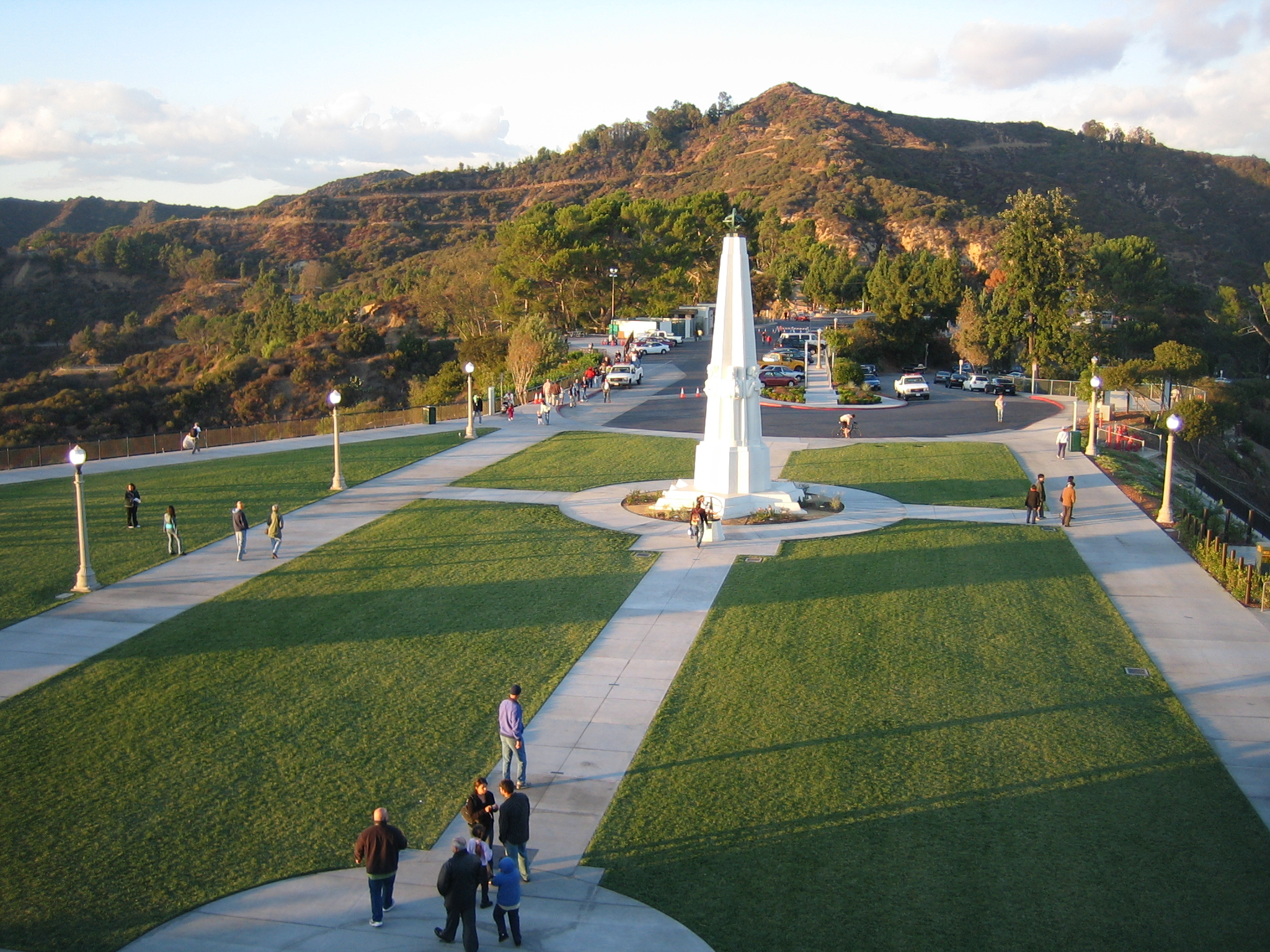
العشب عند المدخل ومسارات متنزه جريفيث ، باتجاه الشمال من أعلى المرصد.
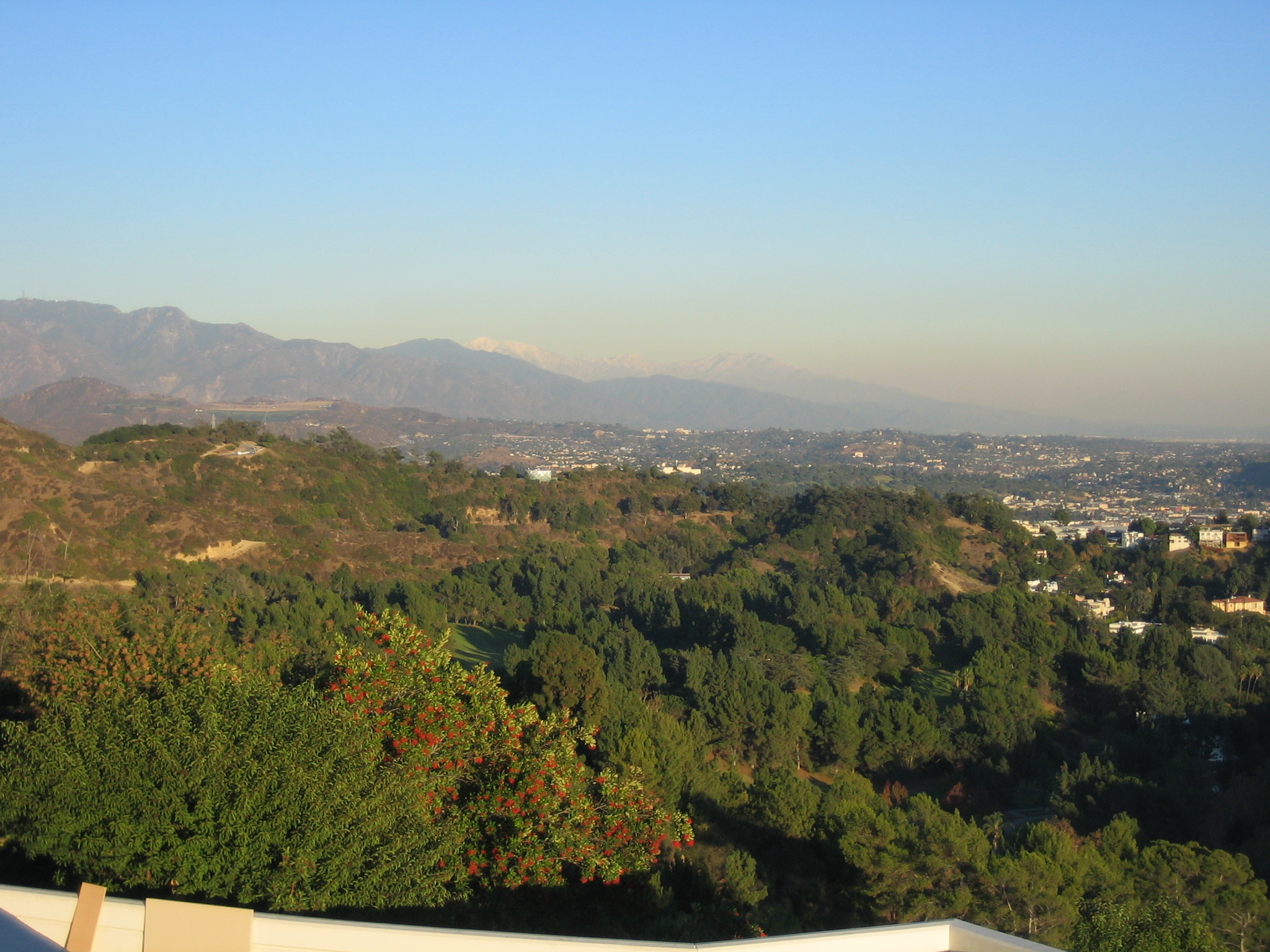
المنظر متجهًا نحو الشرق ، مع جنوب منتزه غريفيث وإيغل روك
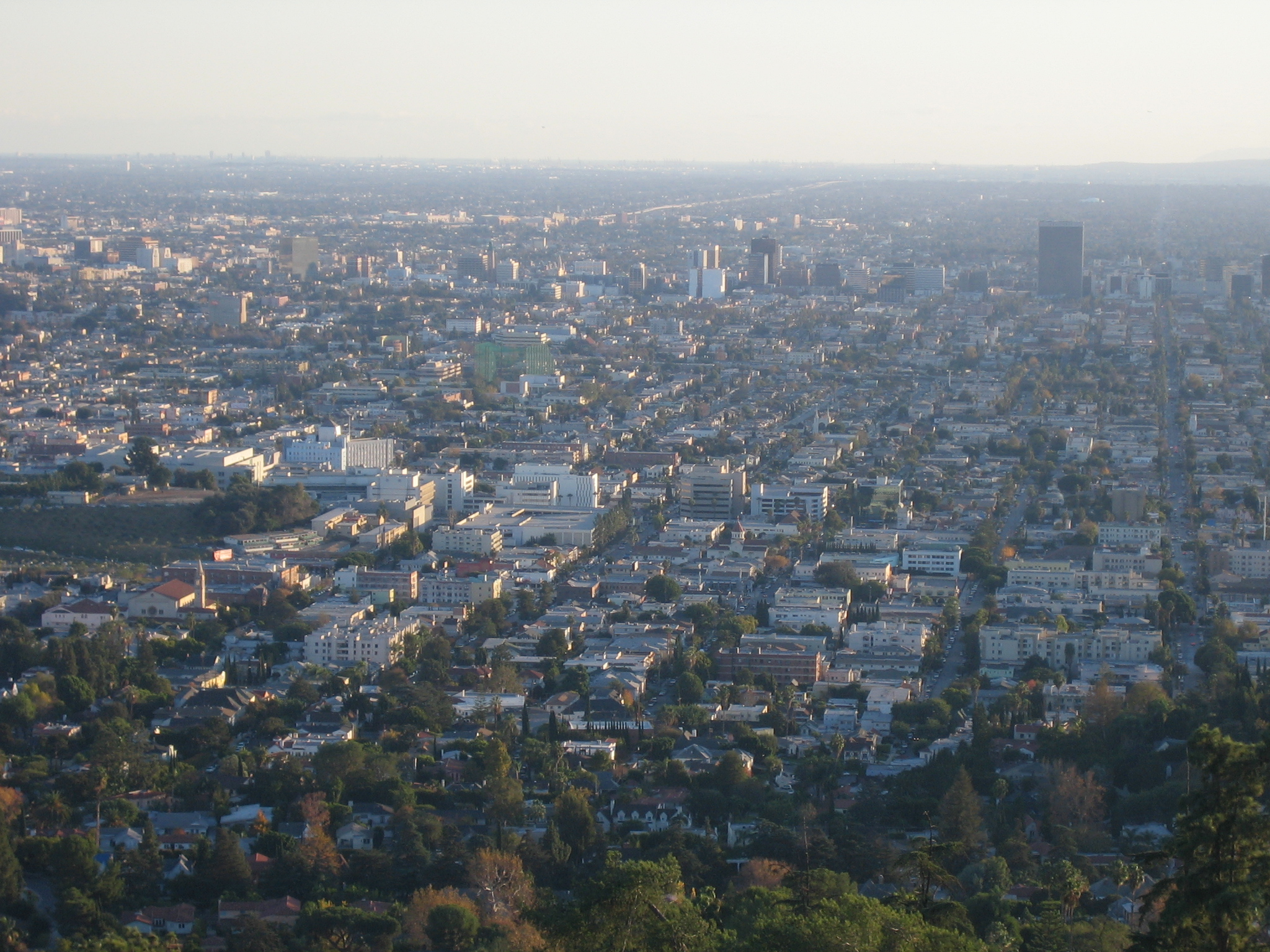
منظر لحوض لوس أنجلوس باتجاه الجنوب ، مع أرمينيا الصغيرة  [لغات أخرى]‏ في المنتصف.
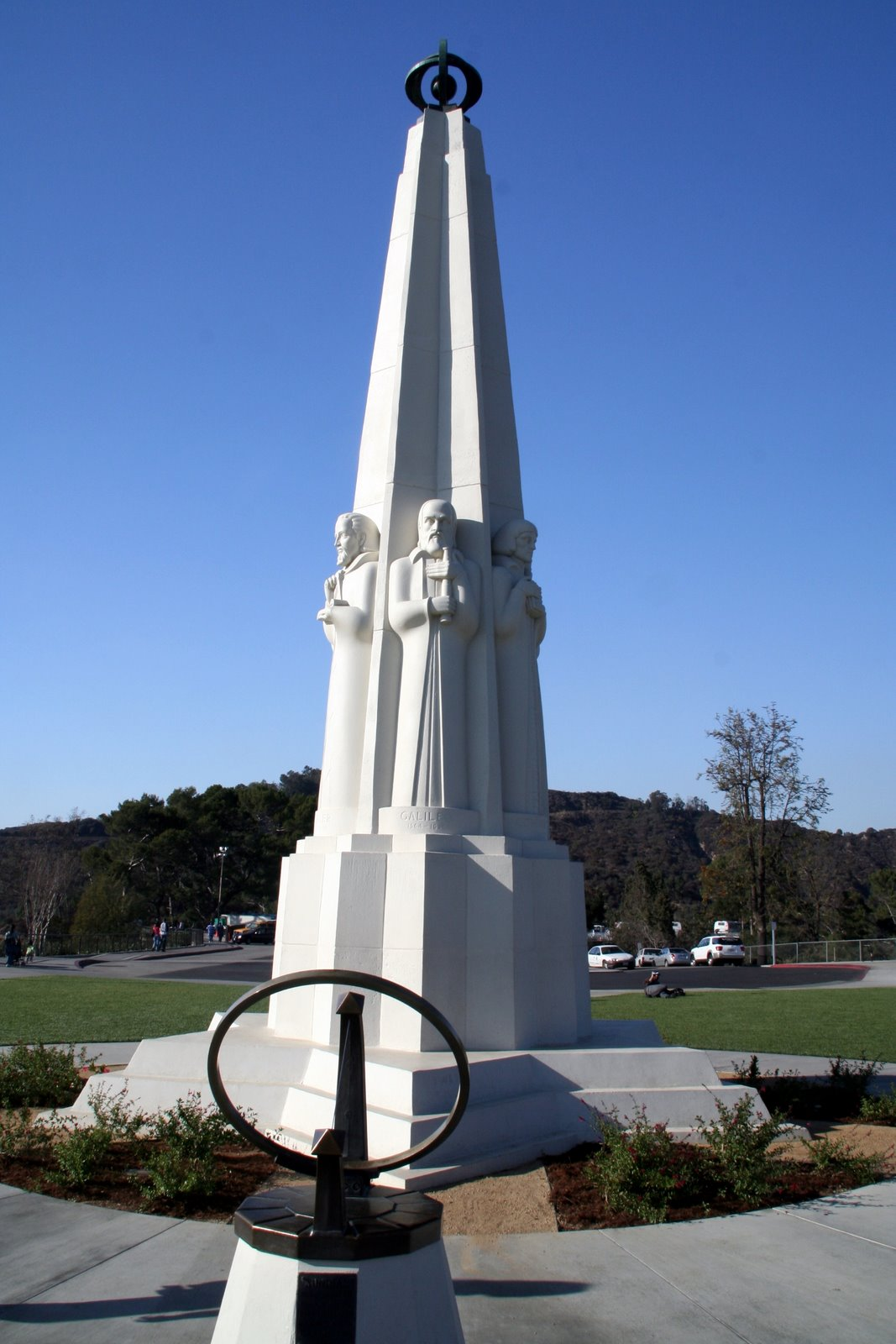
نصب علماء الفلك أمام الباب الشمالي.
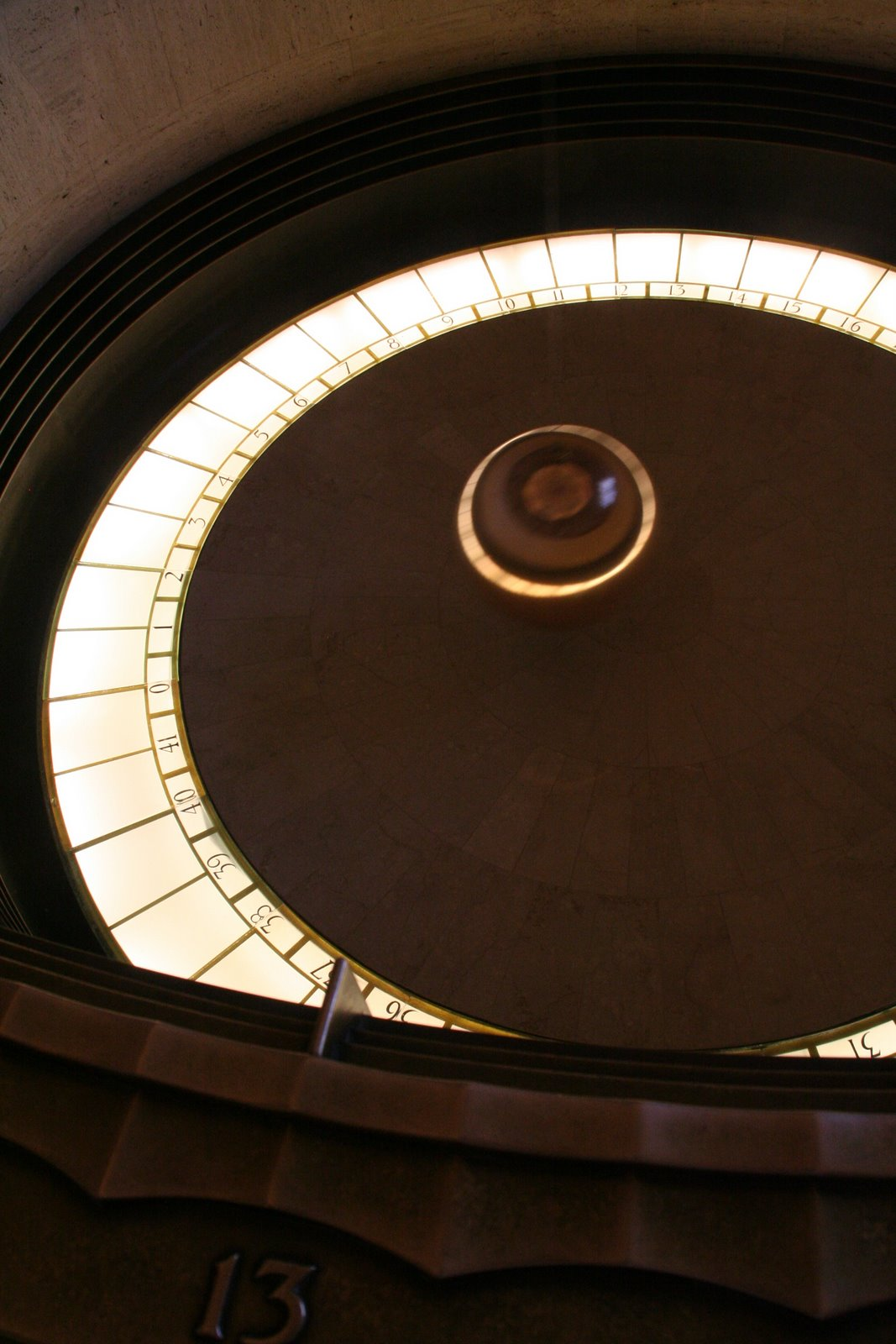
بندول فوكو في وسط مؤسسة WM Keck Central Rotunda.
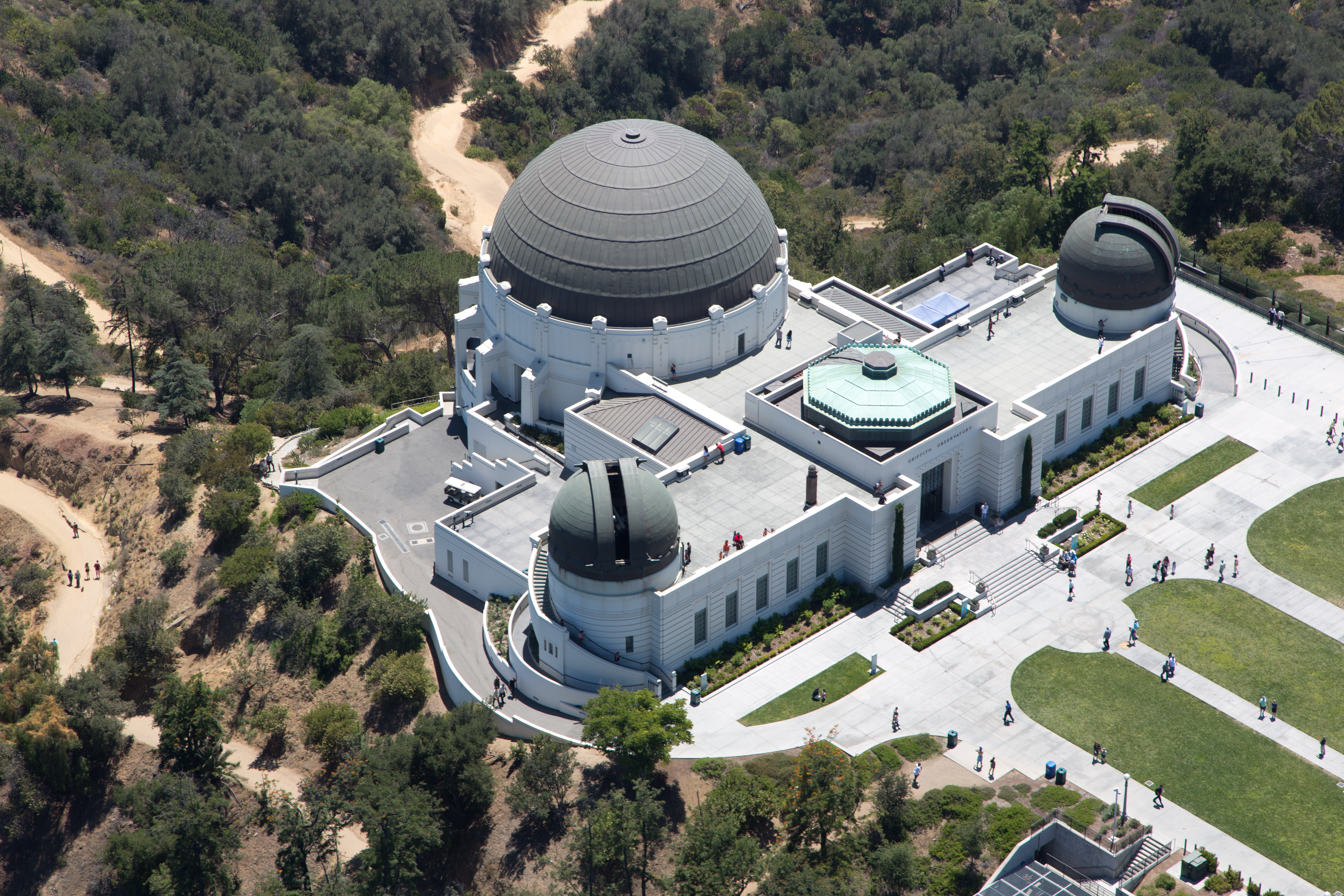
المرصد ينظر من فوق
مرصد جريفيث بعد التجديدات ، يونيو 2007.مرصد جريفيث بعد التجديدات ، يونيو 2007.
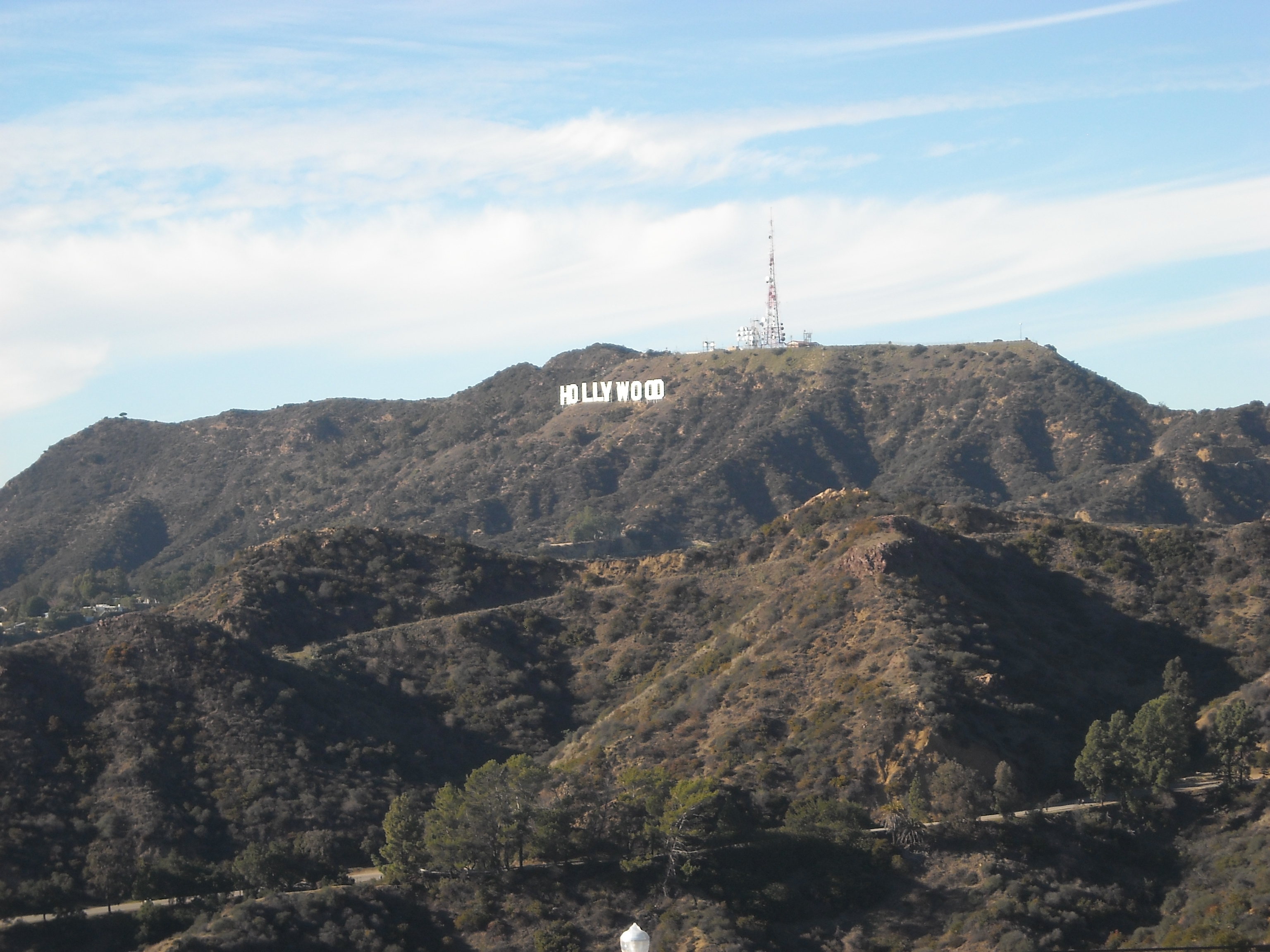
منظر لعلامة هوليوود من الجانب الشمالي من مرصد جريفيث 2011.
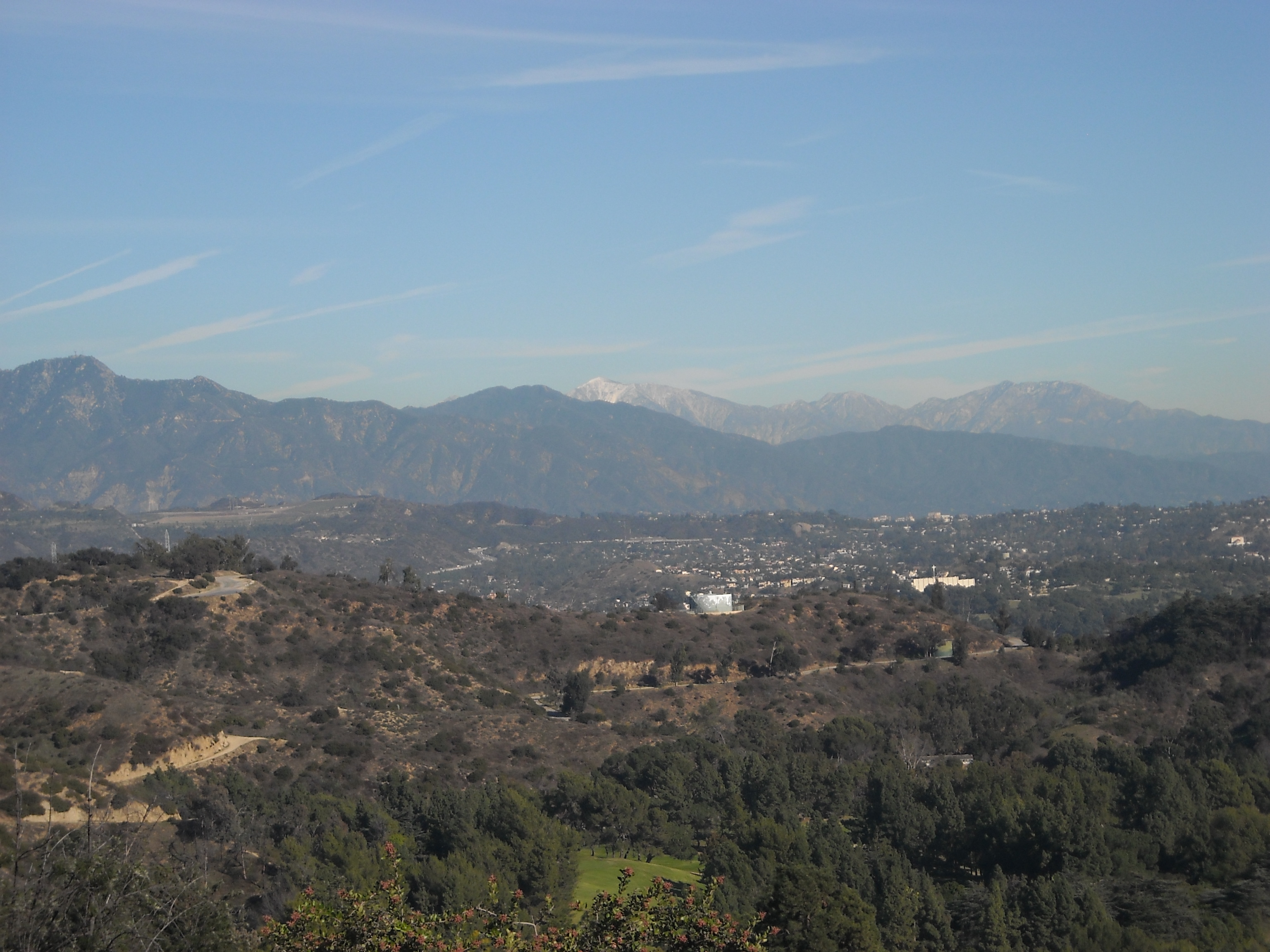
منظر من الجانب الشرقي من مرصد جريفيث 2011.
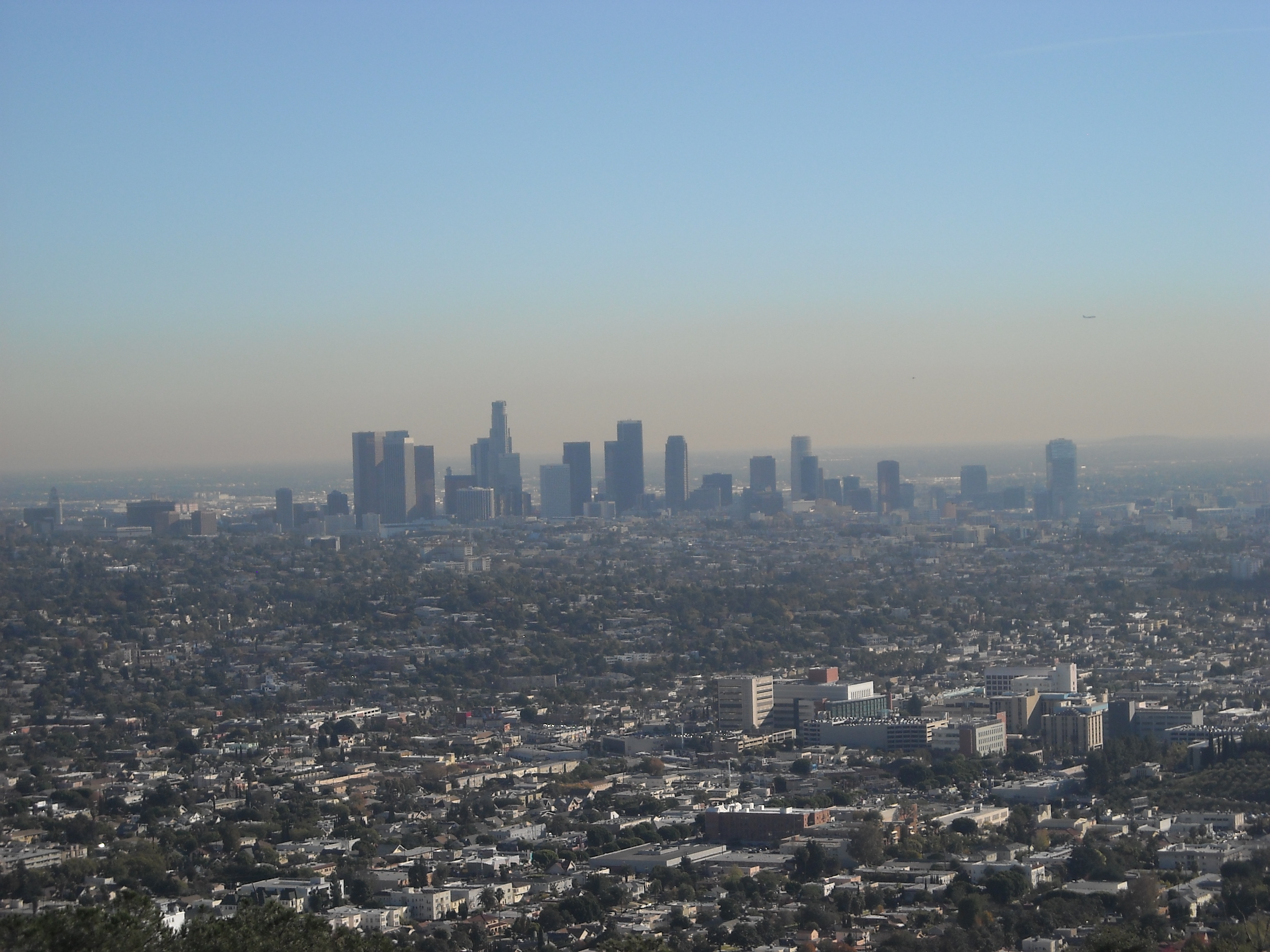
منظر لوسط مدينة لوس أنجلوس من الجانب الجنوبي لمرصد جريفيث 2011.
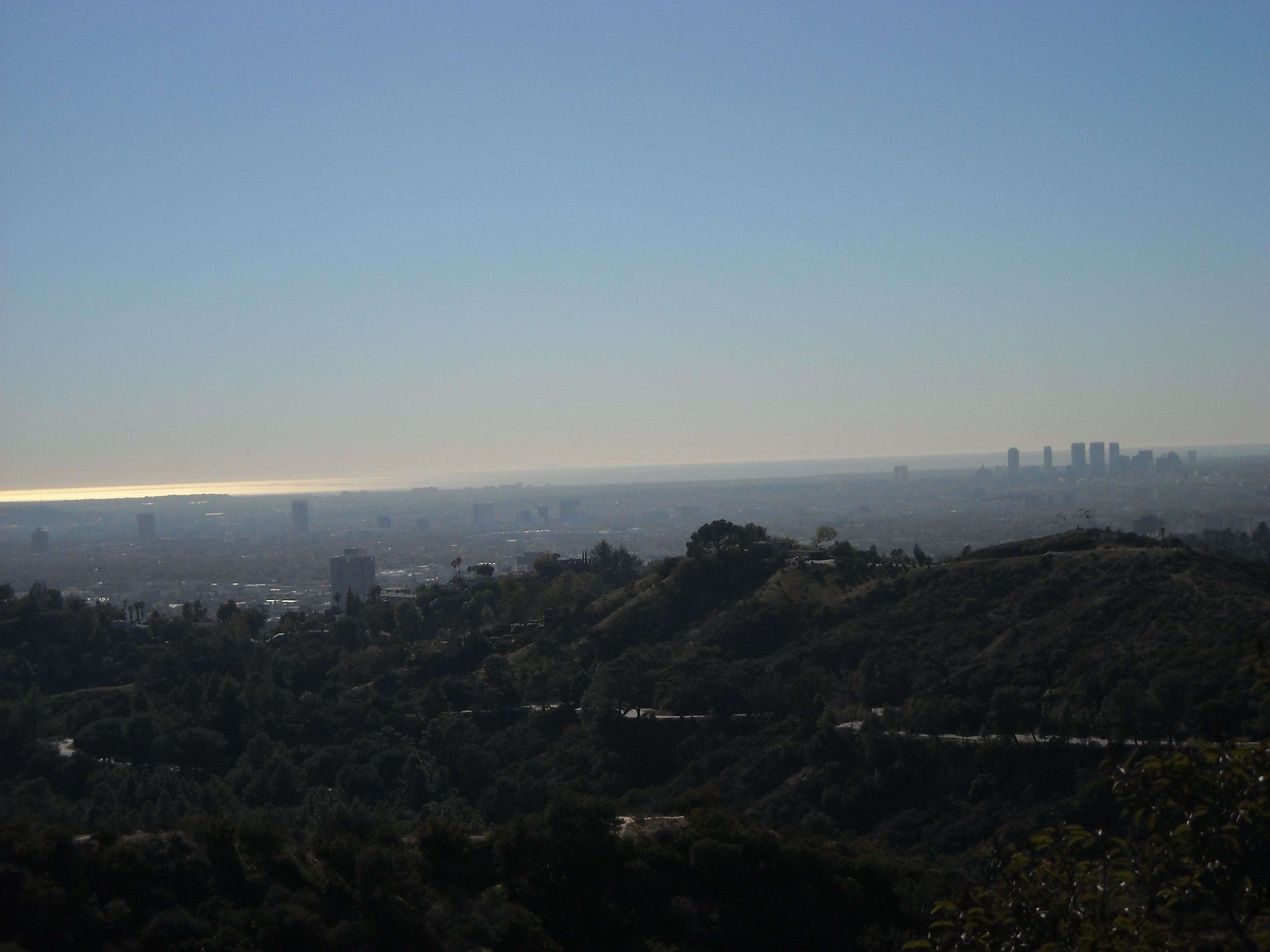
منظر للمحيط الهادئ ومنطقة سانتا مونيكا من الجانب الغربي لمرصد جريفيث 2011.
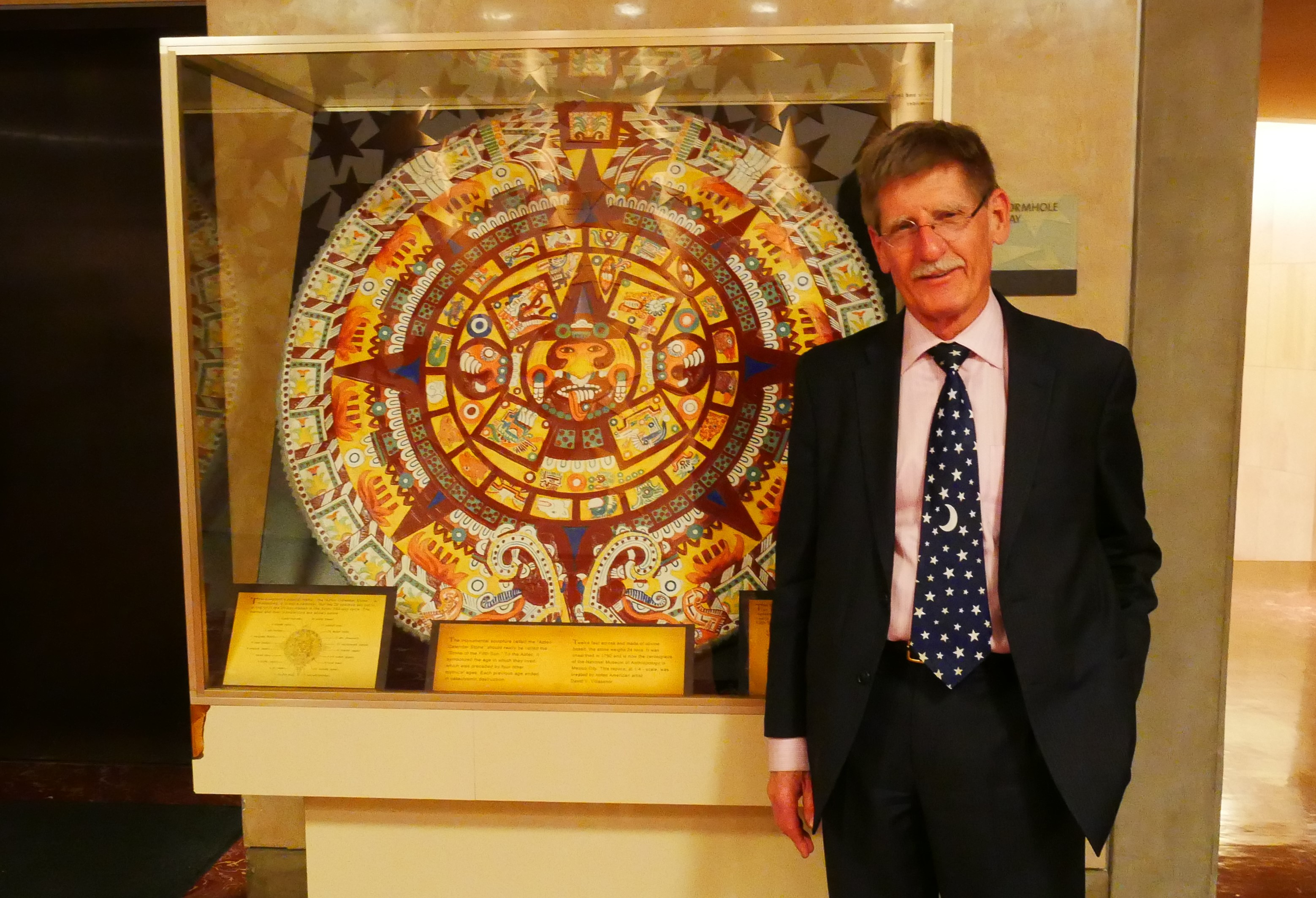
مدير المرصد إدوين تشارلز كروب ومعرض تقويم المايا
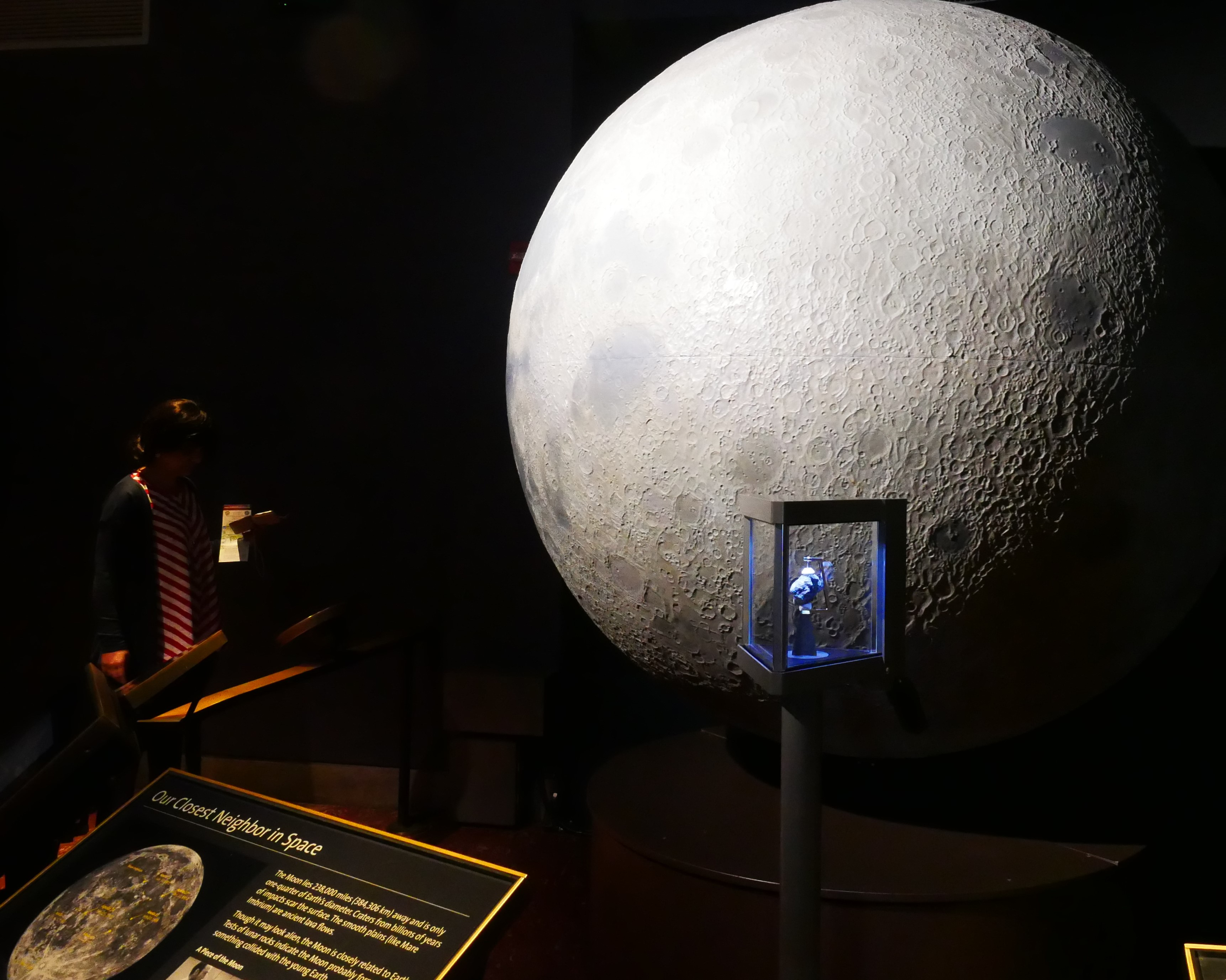
معرض الجار الأقرب
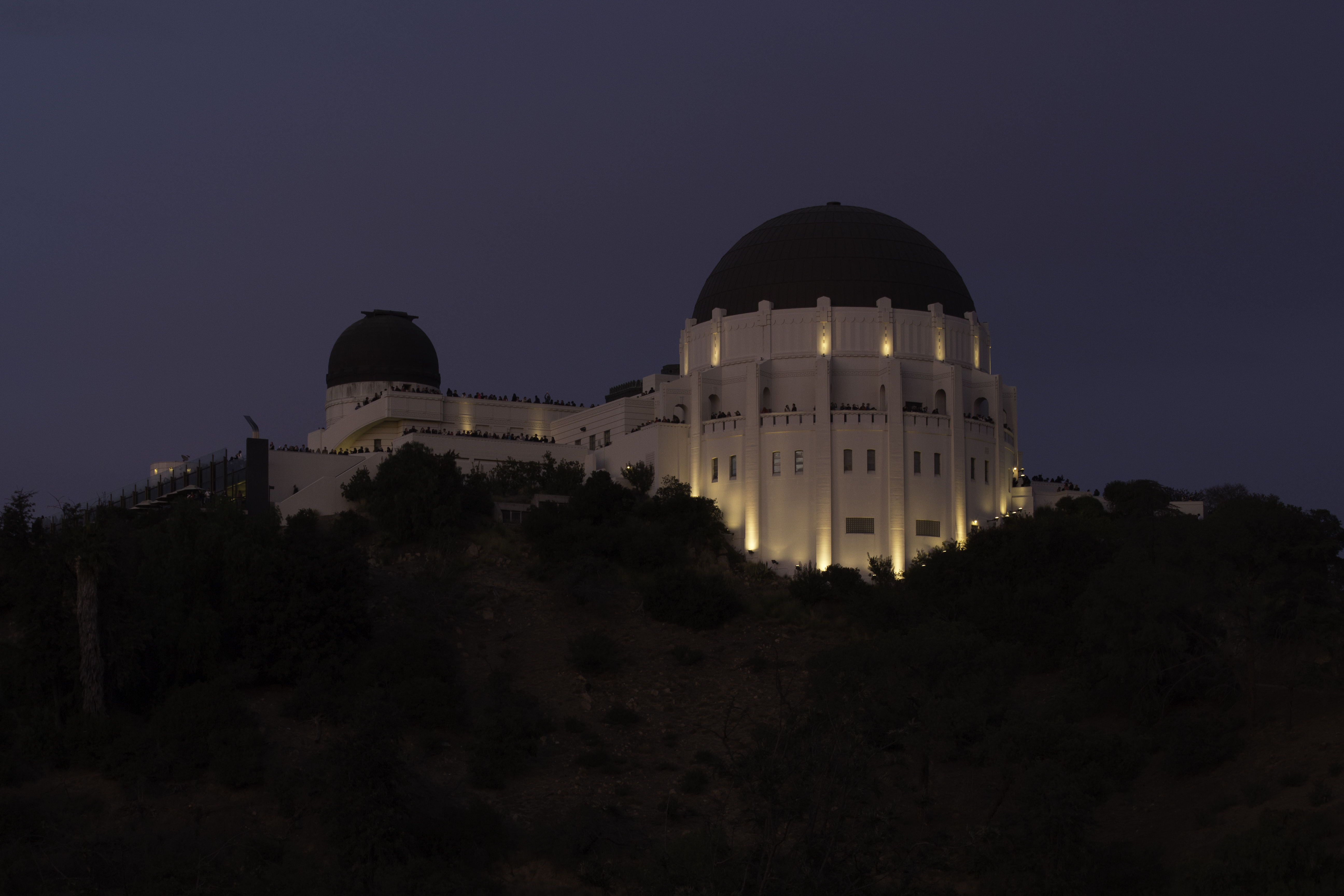
مرصد جريفيث في الغسق
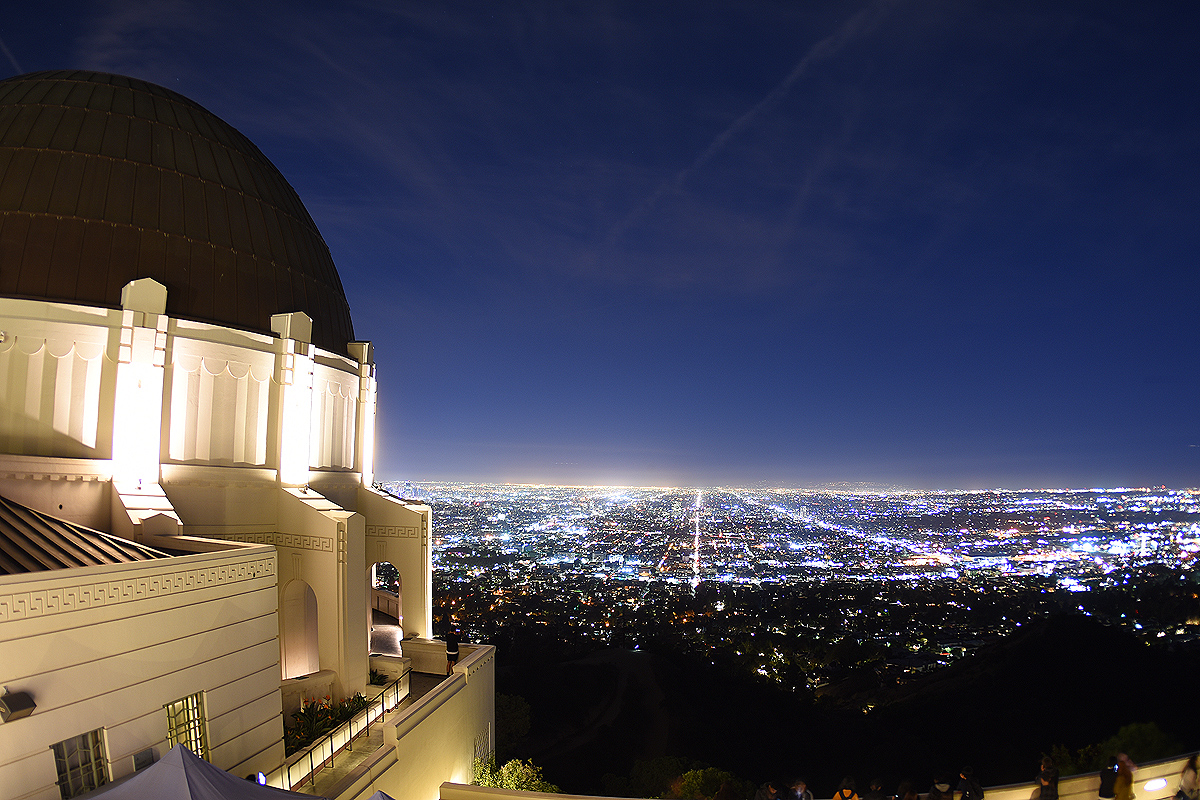
منظر ليلي لقبة المرصد ومدينة لوس أنجلوس في الخلفية
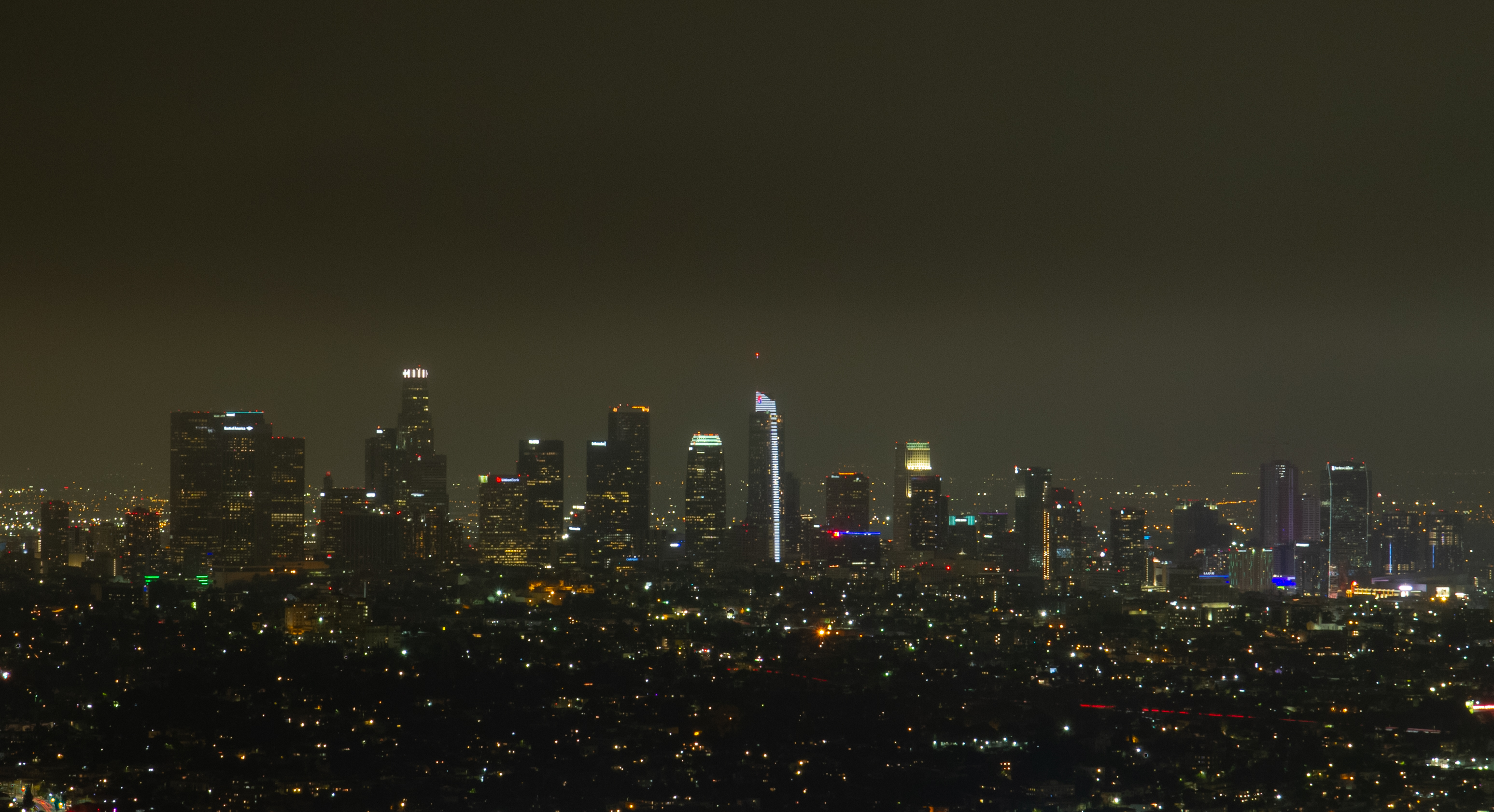
منظر لوسط مدينة لوس أنجلوس في الليل

## روابط خارجية
- الموقع الرسمي
</img>
- أصدقاء المرصد
- مجموعة من المقالات حول المرصد في لوس أنجلوس تايمز
- إرسال المحاضرين المباشرين إلى الثقب الأسود بواسطة داني كينج في بلومبرج نيوز
- اجعل علماء الفلك نجوم الافتتاح / إد بقلم مارغريت فيرتهايم في لوس أنجلوس تايمز
- تلوث خفيف في منطقة لوس أنجلوس
- صورة للزوار في معرض في مرصد جريفيث الذي افتتح حديثًا ، لوس أنجلوس ، 1935 . أرشيف صور لوس أنجلوس تايمز (مجموعة 1429). المجموعات الخاصة بمكتبة جامعة كاليفورنيا ، لوس أنجلوس ، مكتبة تشارلز إي يونغ للأبحاث ، جامعة كاليفورنيا ، لوس أنجلوس .